# Conferència de San Remo
La Conferència de San Remo va ser una reunió del Consell Suprem de Guerra, que va tenir lloc a Villa Devachan a Sanremo, Itàlia, del 19 al 26 abril de 1920, a la que van assistir les quatre potències aliades principals de la Primera Guerra Mundial, representades pels primers ministres del Regne Unit (David Lloyd George), França (Alexandre Millerand) i Itàlia (Francesco Saverio Nitti) i per l'ambaixador del Japó Matsui Keishiro, i la presència com observador de l'ambaixador a Itàlia dels Estats Units, Robert Johnson.
Les negociacions per a la Partició de l'Imperi Otomà cobreixen un període de més de quinze mesos, a partir de la Conferència de Pau de París, continuant durant la Conferència de Londres, i van prendre forma definitiva només després de la reunió dels primers ministres a la conferència de San Remo a l'abril de 1920. Les resolucions aprovades en aquesta conferència van determinar l'assignació dels mandats de la Societat de Nacions de classe "A" per administrar els antics territoris otomans de l'Orient Mitjà.
Els límits precisos de tots els territoris es van quedar sense especificar, "a determinar per les principals Potències Aliades," i no es van aclarir fins a quatre anys més tard. Les decisions de la conferència es van plasmar en el Tractat de Sèvres (Secció VII, article 94-97). Atès que Turquia va rebutjar aquest tractat, les decisions de la conferència que fa al mandat de Palestina van ser finalment confirmades pel Consell de la Societat de Nacions el 24 de juliol de 1922.